# Python (tên lửa)
Rafael Python (פיתון) là một dòng tên lửa không đối không (AAMs) do Công ty Võ khí Israel Rafael Advanced Defense Systems sản xuất, trước đây có tên RAFAEL Armament Development Authority. Ban đầu tên lửa có tên Shafrir (tiếng Hebrew: שפריר, nghĩa dịch thoáng là mái vòm, hay a protective cloak – the Israeli military considers itself mostly defensive, but also similar sounding to Dragonfly, a male form of inflection for Damselfly (שפירית), Nguyên mẫu Shafrir-1 được phát triển vào năm 1959, theo sau là mẫu  Shafrir-2  vào đầu thập niên 1970. Cuối cùng, tên lửa được đặt cái tên phương Tây "Python" nhằm mục đích xuất khẩu, bắt đầu bằng tên lửa Python-3  vào năm 1978. Từ thời điểm này, các đời sau của dòng tên lửa này là Python-4, Python-5, Derby và cả hệ thống phòng không mặt đất SPYDER. Hiện tại, phi đạn này đang phục vụ trong lực lượng vũ trang của hơn 15 quốc gia trên toàn cầu.